# Tracey Thompson
Tracey Thompson (* 1963 in Victoria (Gauteng), geborene Tracey Phillips) ist eine ehemalige südafrikanische Badmintonspielerin. Ende der 1990er Jahre wechselte sie in die USA.

## Karriere
Tracey Thompson gewann in ihrer Heimat insgesamt acht nationale Titel. 1992 wurde sie Afrikameisterin. 1995 siegte sie bei den Botswana International und 1997 bei den South Africa International. 1998 siegte sie in ihrer neuen Heimat bei den Boston Open. In den Folgejahren war sie mehrfach bei den US-Seniorenmeisterschaften erfolgreich.

## Sportliche Erfolge
| Saison | Veranstaltung                 | Disziplin   | Platz | Name                               |
| ------ | ----------------------------- | ----------- | ----- | ---------------------------------- |
| 1982   | Südafrikanische Meisterschaft | Damendoppel | 1     | Gussie Phillips / Tracey Phillips  |
| 1986   | Südafrikanische Meisterschaft | Damendoppel | 1     | Gussie Phillips / Tracey Thompson  |
| 1987   | Südafrikanische Meisterschaft | Damendoppel | 1     | Gussie Phillips / Tracey Thompson  |
| 1988   | Südafrikanische Meisterschaft | Damendoppel | 1     | Gussie Phillips / Tracey Thompson  |
| 1989   | Südafrikanische Meisterschaft | Damendoppel | 1     | Gussie Phillips / Tracey Thompson  |
| 1990   | Südafrikanische Meisterschaft | Damendoppel | 1     | Gussie Phillips / Tracey Thompson  |
| 1992   | Afrikameisterschaft           | Damendoppel | 1     | Augusta Phillips / Tracey Thompson |
| 1992   | Südafrikanische Meisterschaft | Damendoppel | 1     | Gussie Phillips / Tracey Thompson  |
| 1993   | Südafrikanische Meisterschaft | Damendoppel | 1     | Gussie Phillips / Tracey Thompson  |
| 1995   | Botswana International        | Damendoppel | 1     | Lina Fourie / Tracey Thompson      |
| 1997   | South Africa International    | Damendoppel | 1     | Lina Fourie / Tracey Thompson      |
| 1997   | Südafrikanische Meisterschaft | Damendoppel | 1     | Lina Fourie / Tracey Thompson      |
| 1998   | Boston Open                   | Dameneinzel | 1     | Tracey Thompson                    |